# Laterns
Laterns é um município da Áustria, situado no distrito de Feldkirch, no estado de Vorarlberg. Tem 43,75 km² de área e sua população em 2019 foi estimada em 666 habitantes.